# 宋会要辑稿
《宋会要辑稿》是清人徐松自《永樂大典》中輯出的宋代官修《會要》之文，全书八百万言，500卷。
《宋會要》原本亡佚於明代，然此书大部分倖存於《永樂大典》。清代嘉慶年間，學者徐松命人自《永樂大典》中輯錄而成，全书近五百卷，分为〈帝系〉、〈后妃〉、〈乐〉、〈礼〉、〈舆服〉、〈仪制〉、〈瑞异〉、〈运历〉、〈崇儒〉、〈职官〉、〈选举〉、〈食货〉、〈刑法〉、〈兵〉、〈方域〉、〈蕃夷〉、〈道释〉等17门。書中保留了大量詔令、法令、奏議等宋代典章制度的內容，十之七八为《宋史》各志所无，是研究宋朝法律典制的重要资料。

## 出版過程
宋代設有會要所，先後修纂有12部，共計近3000卷：
- 慶曆《國朝會要》，150卷，慶曆四年進呈。起太祖建隆元年，止仁宗慶曆三年。
- 元豐增修《五朝會要》，300卷，元豐四年進呈。起太祖建隆元年，止神宗熙寧十年。
- 政和重修《國朝會要》，110卷，政和八年進呈。只有帝系、后妃、吉禮三類，起太祖，止政和。
- 乾道《續國朝會要》，300卷，乾道六年進呈。起治平元年神宗即位，止欽宗靖康二年。
- 《國朝中興會要》，200卷，乾道九年進呈。起高宗建炎元年，止紹興三十二年六月高宗退位。
- 《孝宗會要》，368卷，淳熙六年、十三年、紹熙元年三次進呈。起紹興三十二年孝宗即位，止淳熙十六年二月孝宗退位。
- 嘉泰重修《孝宗會要》，200卷，嘉泰元年進呈。由前者增刪而成。
- 《光宗會要》，100卷，康元六年進呈。起淳熙十六年二月光宗即位，止紹熙五年七月光宗退位。
- 《寧宗會要》，325卷，嘉泰三年、嘉定六年、十四年三次進呈。起紹熙五年寧宗即位，止嘉定十三年。
- 淳祐重修《寧宗會要》，150卷，淳祐二年進呈。由前者增刪而成。
- 《經進總類國朝會要》，588卷，張從祖編，嘉定三年進呈。起太祖建隆元年，止孝宗乾道九年。李心傳續編，端平三年進呈。起孝宗淳熙元年，止寧宗嘉定十七年。依歷朝會要編成。《永樂大典》所稱的《宋會要》即來自此作。
- 《理宗會要》，卷數不詳，度宗朝編。

以上除《總類國朝會要》有刊本外，其餘均無刊本，僅有少量抄本傳世。元滅宋後其書運往元大都。明朝時《宋會要》已有殘缺。
明成祖修《永樂大典》將《宋會要》分隸各韻，刊入《國朝會要》、《續會要》、《乾道會要》、《寧宗會要》、《政和會要》各卷之中，當時多有亡佚。清代嘉慶中徐松主修《全唐文》時，簽閱宮中所藏《永樂大典》，遇有《宋會要》之文稿， 輒命書吏錄出，得五六百卷，並稍加整理。道光二十八年徐氏去世，“同治初年，其书散出”，《宋会要》稿本辗转流落至北京琉璃厂书肆，为缪荃孙购得。缪氏將稿本交付两广总督张之洞在广州创设的广雅书局，由屠寄负责具体工作。辛亥革命以後稿本又转归刘乐嘉业堂所有。並聘请刘富曾、费有容等进行整理。刘、费二人在徐松原稿的基础上，進行整理初编291卷，续编75卷。刘富曾又参考各书，录得460卷。1933年，北平图书馆向嘉业堂借出刘氏整理之稿本，比勘徐松原稿，發現刘氏“参引《宋志》、《通考》、《玉海》改益旧文，增添新事”；且“总类子目，离合无端，杂引他书，不注所本，有窃改兰台漆书之嫌，只能供读原稿者比勘之用，不足据为典要” 。最後决定影印徐松原稿，並延请陈垣、傅增湘诸名家主持其事，当时經费有限，後有美国在華“哈佛燕京学社”（Harvard-Yen ching Institute）资助印费二千五百美元，始得成事。現傳世的版本即是1936年10月出版的影印稿。
四川大学古籍整理研究所

## 版本
- 徐松的原稿本，共500卷。
- 劉富曾、費有容的整理本，初編291卷，續编75卷，合計366卷。四川大學古籍整理研究所依據此版出版點校本。
- 劉富曾的清本，共460卷。